# Troglodytes pacificus
El chochín del Pacífico o saltapared cholino del oeste (Troglodytes pacificus) es una especie de ave paseriforme de la familia Troglodytidae propia del oeste de Norteamérica. Anteriormente se consideraba conespecífico del chochín hiemal y del chochín común. 
Es un pájaro migratorio que cría en la costa pacífica de Norteamérica desde Alaska a California, y que llega por el interior hasta Wyoming y las Colinas Negras de Dakota del Sur. Migra al sur para pasar el invierno en el oeste de Estados Unidos y Canadá.

## Descripción

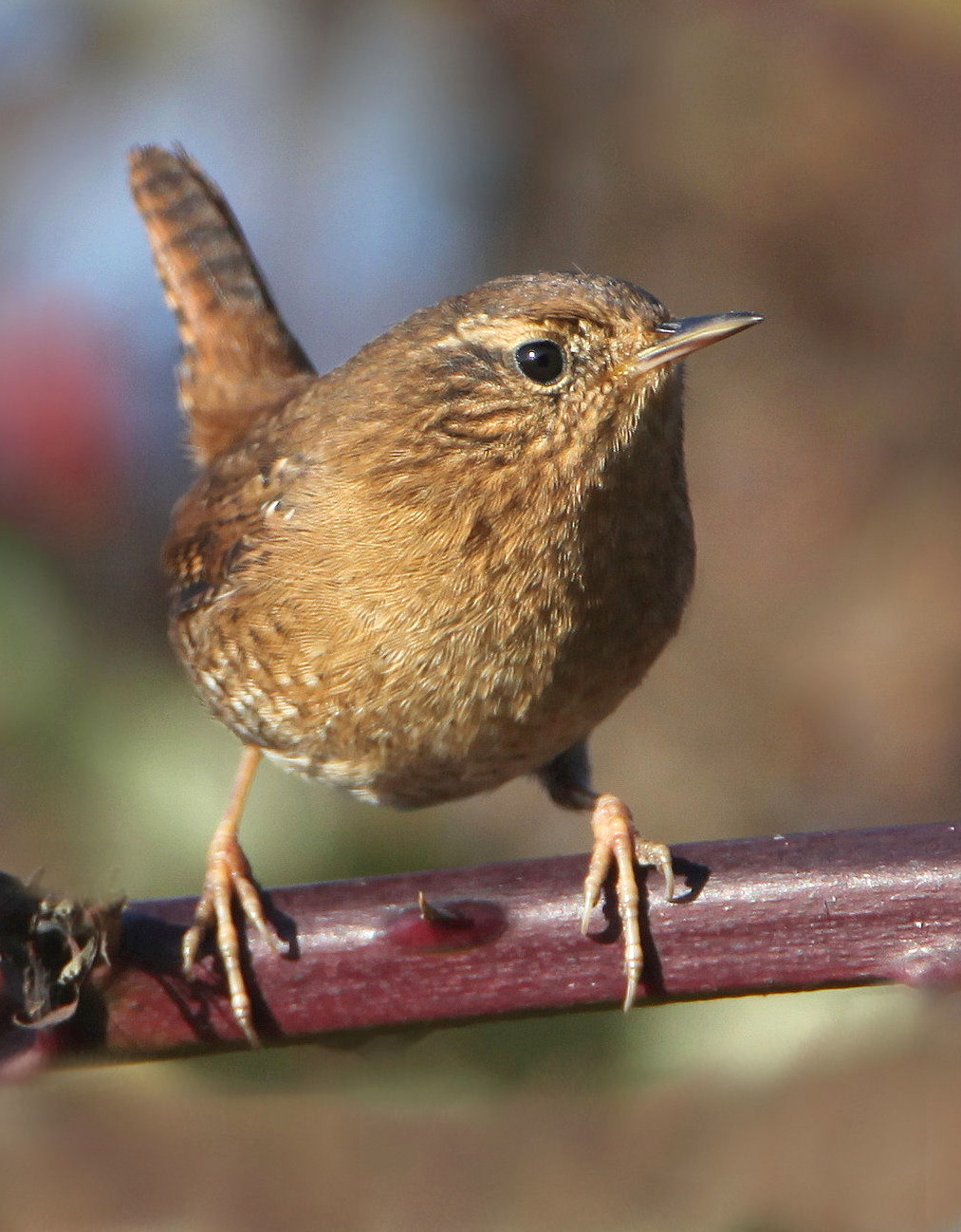

Es un pájaro pequeño con el cuello corto, lo que le da apariencia de ser rechoncho. Con frecuencia mantiene alzada su pequeña cola. Su plumaje es de tonos pardos rojizos, tanto en las partes superiores como en las inferiores, y tiene un listado pardo oscuro en las alas, la cola, los flancos y el vientre. Su pico es de color pardo oscuro, y sus patas son claras. Presentan listas superciliares blanquecinas. Los jóvenes presentan un listado menos marcado.

## Taxonomía
Fue descrito científicamente en 1864, por Spencer Fullerton Baird, como una subespecie del chochín hiemal (Troglodytes hiemalis pacificus). Posteriormente durante mucho tiempo se lo consideró conespecífico tanto del chochín hiemal como del chochín común. Pero se determinó que debían escindirse las poblaciones norteamericanas de las del chochín común de Eurasia (Troglodytes troglodytes), y a su vez se separaron en dos especies los chochines de Norteamérica. A través de los estudios genéticos y de los cantos de los individuos de la zona donde se solapan las poblaciones de Troglodytes hiemalis y Troglodytes pacificus, Toews e Irwin (2008) encontraron fuertes evidencias del aislamiento reproductivo entre ambos. Por ello se indicó la separación de las subespecies de pacificus en una especie separada Troglodytes pacificus. Mediante los estudios genéticos, denominados reloj molecular, que comparan la divergencia del ADN mitocondrial entre dos especies, se estima que Troglodytes pacificus y Troglodytes troglodytes compartieron su último ancestro común hace aproximadamente 4,3 millones de años, mucho antes de las glaciaciones del Pleistoceno.
El nombre del género, troglodytes, procede del griego τρωγλοδύτης , de trogle (agujero, caverna), y dytis derivado de dyno (habitar), con el significado de «habitante de las cuevas», en referencia a su costumbre de meterse en las cavidades y grietas de los árboles en busca de artrópodos o para dormir. Mientras que Pacificus en latín significa «Pacífico» (en relación con su área de distribución).

## Comportamiento y ecología
El chochín del Pacífico anida principalmente en los bosques de coníferas, especialmente en los de piceas y abetos, donde puede identificarse por su canto largo y exuberante. Aunque es principalmente insectívoro, puede mantenerse en climas moderadamente fríos, incluso nevados, comiendo insectos y larvas de sustratos como la corteza de los árboles o troncos podridos, además de consumir algunas semillas.
Se mueve incesantemente entre las ramas. Su vuelos suelen ser cortos, aunque rápidos y directos.
Por la noche suele dormir en huecos de árboles, como indica su nombre científico, sobre todo durante el invierno, o en viejos nidos. También suele guarecerse así cuando hace mal tiempo, ya sea de forma individual o junto con su familia.